# Силсон, Алан
Алан Силсон (англ. Alan Silson; 21 июня 1951) — британский музыкант и автор песен. В первую очередь известен как гитарист в английской группе «Smokie», получившей большую известность в Европе в 1970-х годах. Один из основателей и бессменный член группы. Автор хита «What Can I Do» (1976).
В 11 лет познакомился с Крисом Норманом, чуть позже — с Терри Аттли. Будущие музыканты вместе учились в школе St. Bedes Grammar School в Брадфорде, Восточный Йоркшир.
В 1996 году Силсон заявил об уходе из «Smokie» и начал сольную карьеру; последним музпроектом стала группа его имени SILSON.
Альбомы Алана: Silson Limited Edition (2000), Living next door to Alice CD, «SOLITARY BIRD»,  записанный совместно с бывшим ударником «Smokie» Питером Спенсером.